# Some Kind of Bliss
Singles de Kylie Minogue
Where the Wild Roses Grow
(1995) Did It Again
(1997)
Clip vidéo
[vidéo] « Some Kind of Bliss », sur YouTube
Some Kind of Bliss est une chanson de l'actrice et chanteuse australienne Kylie Minogue extraite de son sixième album studio,  sorti en 1997–1998 et intitulé Impossible Princess (ou simplement Kylie Minogue en Europe, y compris le Royaume-Uni).
C'était le premier single tiré de cet album. Au Royaume-Uni, la chanson a été publiée en single le 8 septembre 1997 et l'album n'est sorti qu'en mars de l'année suivante.
Le single a débuté à la 22e place du hit-parade britannique (pour la semaine du 14 au 20 septembre 1997). Sans compter un featuring chez les Vision Masters en 1991, c'était le premier single de Kylie Minogue à ne pas atteindre le top 20 britannique.

## Composition
La chanson est écrite par Kylie Minogue et deux membres des Manic Street Preachers : James Dean Bradfield et Sean Moore.